# Strašlivá Podívaná
Strašlivá podívaná je česká folková hudební skupina pocházející z Plzně.

## Historie
Skupina vznikla v roce 1988, jejími zakladateli jsou spolužáci z plzeňského gymnázia Ivan Štancl a Petr Merxbauer. První složení kapely: Ivan Štancl, Petr Merxbauer, Vladěna Štefflová, Agnula Papavysiliu,Tomáš Merxbauer. Název hudební skupiny vymyslela Vladěna Štefflová. V roce 1989 se skupina na nějakou dobu rozpadla, zůstali pouze Petr a Tomáš Merxbauerovi, kteří postupně dali skupinu opět dohromady tím, že získali další spoluhráče. V roce 1995 byla skupina doplněna o housle, které se od té doby staly její trvalou součástí. V roce 2000 byla doplněna o další nástroj – hoboj, který je ve folku používaný jen zřídka. Tento nástroj se stal významným hudebním prvkem skupiny. V roce 2001 se skupina poprvé představila na plzeňském Historickém víkendu. Začala vystupovat v dobových kostýmech také ve spolupráci se šermířskou skupinou Gotika Plzeň. Tvorba skupiny hledá inspiraci v historii, jejím hudebním stylem je tzv. historizující folk. Vytvořila scénickou hudbu k pořadu Kejklíři a živou hudbu v muzikálech Plzeňský krysař, Golem a Radoušova ženitba. Ve skupině se vystřídala řada hudebníků a zpěváků: Regina Krausová, Kateřina Ouředníková, Jiří Seifert, Jan Růžek, Pavel Hoch, Pavlína Pešinová, Lenka Vracovská, Tomáš Píža, Lucie Baierlová, Ondřej Peths, Pavel Egermeier, Iva Nováková, Čenda Fiala.

## Členové
- Petr Merxbauer – kytara, zpěv
- Petra Hajžmanová (Kadlecová) – hoboj, flétny
- Bětka Herbstová (Hladečková) – housle, zpěv
- Iva Lacková (Valečková) – zpěv, perkuse
- Tomáš Hlavsa – kytara
- Kamil Smrčka – basová kytara

## Alba
- Krajina mého srdce (2000)
- Údolí včel (2002)
- Čarovné bylinky (2005)[4]
- Čokoláda (2008)
- Tady a teď (2013)
- Obrázky z cest (2019)

## Ocenění
- 1996 – festival Plánská struna (2. místo)
- 1997 – festival Plánská struna (1. místo)
- 2002 – festival Porta v Plzni (1. místo)
- 2005 – festival Zahrada ve Strážnici (cena Krteček)
- 2009 – festival Porta v Řevnicích (1. místo)